# Tadarida australis
Tadarida australis é uma espécie de morcego da família Molossidae. Endêmica da Austrália.